# Ann Gelbar-Söderberg
Ann Gelbar-Söderberg eller Ann Gelbar, folkbokförd Astrid Ellen Ann-Charlotte Söderberg, född 31 juli 1918 i Falsterbo, död 11 juli 2012 på samma ort, var en svensk skådespelare. Gelbar-Söderberg var bland annat känd för rollen som småskollärarinnan Greta Berglund i TV-serien Hem till byn.

## Biografi
Ann Gelbar-Söderberg fick engagemang vid Malmö stadsteater 1945 och efter några år vid Wasa Teater, varefter hon spelade på stadsteatrarna i Uppsala, Borås och Göteborg. Hon ingick äktenskap andra gången 1951 med skådespelaren Roland Söderberg, som hon var gift med till hans död 1983, och med vilken hon fick dottern Katarina Söderberg.

## Filmografi
- 1971–2006 – Hem till byn (TV-serie)
- 1977 – Albert & Herbert (TV-serie) även 1979 och 1982
- 1977 – Lära för livet (TV-serie)
- 1978–1980 – Hedebyborna (TV-serie)
- 1978 – Skyll inte på mig! (TV-serie)
- 1981 – Pappa och himlen
- 1986 – Hurvamorden
- 1987–1989 – Svenska hjärtan (TV-serie)
- 1989 – Sparvöga (TV-serie)
- 1991 – Rosenholm (TV-serie)
- 1993 – Blank päls och starka tassar
- 1997 – Hammarkullen eller Vi ses i Kaliningrad (TV-serie)

## Teater

### Roller (ej komplett)
| År   | Roll          | Produktion                                                               | Regi             | Teater                           |
| ---- | ------------- | ------------------------------------------------------------------------ | ---------------- | -------------------------------- |
| 1945 |               | Det var en gång (Der var engang) Holger Drachmann                        | Arne Lydén       | Malmö stadsteater                |
| 1946 |               | Lyckan kommer Alf Henrikson                                              | Sam Besekow      | Malmö stadsteater                |
| 1946 |               | Tolvskillingsoperan (Die Dreigroschenoper) Bertolt Brecht och Kurt Weill | Sandro Malmquist | Malmö stadsteater                |
| 1948 |               | Radiobragden (Radio Rescue) Charlotte B. Chorpenning                     | Georg Årlin      | Malmö Stadsteater                |
| 1958 |               | Fort Christina Alf Henrikson, Erik Lundegård och Lennart Nyblom          | Ellen Bergman    | Uppsala-Gävle Stadsteater        |
| 1962 | Modern        | Andorra Max Frisch                                                       | Lars Barringer   | Norrköping-Linköping stadsteater |
| 1963 |               | Desertören Bengt V. Wall                                                 | Frank Sundström  | Uppsala-Gävle Stadsteater        |
| 1966 | Madame Xenia  | Syster George (The Killing of Sister George) Frank Marcus                | Hans Råstam      | Borås stadsteater                |
| 1968 | Lucia Lapenna | Karabinjärerna (I Carabinieri) Beniamino Joppolo                         | Lennart Kollberg | Borås stadsteater                |
| 1975 |               | Modern (Die Mutter) Bertolt Brecht                                       | Ove Tjernberg    | Borås stadsteater                |
| 1984 | Admetus mor   | Alkestis (Ἄλκηστις, Alkēstis) Euripides                                  | Martin Berggren  | Göteborgs stadsteater            |
| 1993 | Margret       | Pelikanen August Strindberg                                              | Kerstin Birde    | Helsingborgs stadsteater         |